# 康城镇
康城镇，中国山西省吕梁市交口县辖镇，区域总面积约192.4平方公里，人口约1.4万。辖区有11个村委会。因红军长征曾路过此地，被称为革命老区之一。位于交口县境南部，距县城约40公里。镇上有一所小学（康城小学）和一所中学（康城中学）。

## 交通
霍桃公路过境。连接水头镇和回龙乡。

## 沿革
1971年交口县建县前，行政区划归隰县。
- 1958年建康城公社。
- 1984年设镇。

## 下辖村委会及自然村
1. 康城村
  - 解家坪
  - 李家山
  - 西沟
  - 唐院川
2. 支进村
3. 丁家沟村
4. 下仙村
5. 南故乡村
6. 上村
7. 杨家沟村
  - 韩家庄
  - 土寺
8. 田家洼村
9. 炭腰吉村
10. 南庄村
11. 尚家沟村

## 经济
- 工业：有冶炼、采煤、铸造等，主要产品有原煤、生铁、硫磺。
- 农业：主产玉米、小麦、谷子、土豆。

## 特产
红枣、核桃、沙棘。